# Ewald Dahlskog
Ewald Albin Filip Dahlskog (* 24. April 1894 in Stockholm; † 25. September 1950 in Gävle) war ein vielseitiger schwedischer Künstler, der vor allem im Bereich der angewandten Kunst tätig war. Bekannt wurde er insbesondere durch seine Intarsien-Arbeiten in öffentlichen Gebäuden.

## Leben und Wirken
Ewald Dahlskog wurde als Sohn eines Buchdruckers geboren und wuchs in Stockholm auf. Er interessierte sich früh für Kunst und begann bereits als Schüler, Kunstklassen an entsprechenden Hochschulen zu besuchen. Von 1905 bis 1908 absolvierte er eine Ausbildung als Lithograph bei der Centraltryckeriet in Stockholm. Danach studierte er von 1908 bis 1912 an der Stockholmer Tekniska skolan (dt. Technische Schule), der heutigen Kunsthochschule Konstfack, und von 1913 bis 1917 an der Königlichen Kunstakademie Stockholm.
1914 absolvierte er seinen Wehrdienst bei der Svea Livgarde. 1918 erhielt er von der Königlichen Kunstakademie ein Reisestipendium, und von 1920 bis 1922 unternahm er eine Studienreise nach Frankreich und Italien. 1924 ging er für die schwedische Zeitung Stockholms-Tidningen nach Paris, wo er ein Atelier anmietete und als Journalist und Illustrator unter anderem von den dortigen Olympischen Sommerspielen 1924 berichtete. Von 1926 bis 1929 war er künstlerischer Mitarbeiter an der schwedischen Glashütte Orrefors Kosta Boda, für die er gemeinsame Ausstellungen am Metropolitan Museum of Art in New York City bestritt. Anschließend war er bis zu seinem Tod als künstlerischer Mitarbeiter für den schwedischen Keramikproduzenten Boberg Fajansfabrik AB in Gävle tätig. 1936 war er Mitinitiator eines Hilfsfonds für schwedische Künstler.
Dahlskogs Schwerpunkte lagen im Kunsthandwerk und im Design, er wirkte unter anderem als Ebenist, Glaskünstler, Keramiker, Kunsthandwerker, Designer und Industriegestalter sowie gelegentlich auch als Maler. Als Kunsthandwerker war Dahlskog sehr vielseitig; am bekanntesten sind seine künstlerisch gestalteten Intarsien in öffentlichen Gebäuden, wie zum Beispiel beim 1924–1926 erbauten Stockholmer Konserthuset sowie beim Stummfilmpalast und späteren Revuetheater Chinateatern, das 1926–1928 direkt am Berzelii Park im Stadtbezirk Norrmalm im Zentrum der schwedischen Hauptstadt erbaut wurde. Seine Arbeiten als Maler sind weniger bekannt. Stilistisch wird Dahlskog der Neuen Sachlichkeit zugerechnet und zählt zu dessen führenden Vertretern in Skandinavien.
Ewald Dahlskog war seit 1919 verheiratet.

## Auszeichnungen
- 1917: Kanslersmedalj der Königlichen Kunstakademie Stockholm[1]